# Polabe
Le polabe est une langue slave disparue qui fut parlée jusqu'au XVIIIe siècle dans le nord-est de l'Allemagne. Avec le cachoube, le slovince (également disparu), le silésien et le polonais, il fait partie de la branche léchitique des langues slaves occidentales.

## Historique
Jusqu'au Xe siècle, la zone de diffusion s'étendait à l'ouest jusqu'à l'Elbe et touchait au sud (à peu près à la hauteur de Wittemberg) des régions parlant aussi une langue slave, le sorabe.
Les tribus connues étaient les Obodrites au Mecklembourg occidental et au Holstein, les Lutices autour et au nord de Berlin, dont les Hevelli dans au Brandebourg occidental, les Poméranes au Mecklembourg oriental et en Poméranie, ainsi que les Ranes (ou Rujanes) sur l'île de Rügen. Dans certains tableaux, la langue de ces deux dernières tribus n'est pas comptée comme polabe, mais considérée comme une langue poméranienne telle que le slovince ou le cachoube.
Le mot Polabe ne désignait primitivement qu'une seule tribu slave au sud de Hambourg et désignait la situation géographique des Polabes « le long de l'Elbe » (po : le long de + Laba : Elbe),.
Avec l'expansion allemande vers l'est aux Xe et XIIe siècles, le polabe fut peu à peu évincé. L'arrivée dans le pays de nombreux colons originaires d'Allemagne du Nord et de Hollande, ainsi que l'emploi exclusif des dialectes allemands dans les villes et comme langues administratives (avec dans certains cas des interdictions officielles) réduisirent bientôt le polabe à quelques îlots linguistiques. Dans les villes situées dans l'espace Berlin-Brandebourg, les Slaves, appelés « Wendes », ne pouvaient exercer que le métier de pêcheur et n'avaient le droit de s'installer qu'en des zones d'habitation bien précises, les Kietzen (ou Fischerkietzen), ce qui explique que le polabe s'y soit conservé jusqu'au XVIIe siècle. Sur l'île de Rügen, le polabe était encore en usage jusqu'au début du XVe siècle. En Basse-Saxe à l'est de Lunebourg, le polabe du Drawehn (de) s'est conservé jusqu'au milieu du XVIIIe siècle et cette région a reçu pour cette raison le nom de Wendland qui faisait référence à ses habitants slaves.
Aujourd'hui encore, comme dans la région sorabe, d'innombrables noms de lieux et de cours d'eau rappellent les langues slaves qu'on y parlait autrefois : par exemple Rostock, Potsdam, Usedom.
Le polabe ne s'est jamais développé comme langue écrite propre. Ce n'est que peu de temps avant sa disparition que des chercheurs ont commencé à s'intéresser à la langue, par exemple, Gottfried Wilhelm Leibniz qui a demandé à un témoin fiable des exemples de vocabulaire et la version polabe du Notre-Père. Les notes les plus détaillées nous viennent du pasteur protestant Christian Hennig von Jessen (de), en exercice à Wustrow. Une autre source importante sont les notes de Johann Parum Schultze, un paysan polabe de Süthen. Selon les registres paroissiaux, la dernière locutrice est morte en 1756, à l'âge de 88 ans.

## Phonétique
En raison de son développement longtemps séparé, le polabe s'était éloigné de manière notable des autres langues slaves. L'influence allemande se fait clairement sentir avec l'apparition dans le système vocalique des voyelles arrondies ö et ü ainsi que de diphtongues. Tout comme lors du passage du moyen haut-allemand au haut-allemand moderne et du moyen anglais à l'anglais moderne, les voyelles u et i sont devenues au et ai.
D'autres changements linguistiques qui ont affecté toutes les autres langues slaves n'ont pas eu lieu en polabe en raison de sa situation périphérique. La loi de sonorité croissante des syllabes, typique du proto-slave selon laquelle toute syllabe doit se terminer par une voyelle, ne s'est pas imposée complètement en polabe : la métathèse des consonnes liquides, en l'occurrence l'évolution du proto-slave or et ol en ro et lo ou ra et la ne s'y est pas effectuée totalement. On l'observe par exemple dans les toponymes Stargard, Sagard, Gartow et Garditz dont l'élément gard (château) correspond au mot Gradec, lequel a subi la modification.

## Vocabulaire
Le vocabulaire contenait un grand nombre de mots empruntés à l'allemand et surtout au bas allemand.
| français           | polabe              | polonais      | bas-sorabe | haut-sorabe        | tchèque          | slovaque        | russe                      |
| ------------------ | ------------------- | ------------- | ---------- | ------------------ | ---------------- | --------------- | -------------------------- |
| homme, être humain | clawak, clôwak      | człowiek      | cłowjek    | čłowjek            | člověk           | človek          | человек (čelovek)          |
| frère              | brot                | brat          | bratš      | bratr              | bratr            | brat            | брат (brat)                |
| sœur               | sestra              | siostra       | sotša      | sotra              | sestra           | sestra          | сестра (sestra)            |
| hêtre              | bauk                | buk           | buk        | buk                | buk              | buk             | бук (buk)                  |
| blanc              | bjole               | biały         | běły       | běły               | bílý             | biely           | белый (belyj)              |
| paysan             | bör                 | chłop, rolnik | bur, buŕ   | bur, ratar, rólnik | rolník, sedlák   | roľník, sedliak | крестьянин (krest'janin)   |
| bouleau            | breza               | brzoza        | brjaza     | brěza              | bříza            | breza           | берёза (berjoza)           |
| taureau            | bôla                | byk           | byk        | byk, ćělc          | býk, vůl         | býk, vôl        | бык (byk), телец (telec)   |
| jour               | dôn                 | dzień         | źeń        | dźeń               | den              | deň             | день (den')                |
| baiser             | hepôk               | pocałunek     | póšk       | hubka              | polibek, hubička | bozk, pusa      | поцелуй (pozeluj)          |
| automne            | jisin, prenja zaima | jesień        | nazymje    | nazyma             | podzim           | jeseň           | осень (osen')              |
| chapeau            | klöbük, klübik      | kapelusz      | kłobyk     | kłobuk             | klobouk          | klobúk          | шляпа (šljapa)             |
| été                | let                 | lato          | lěśe       | lěćo               | léto             | leto            | лето (leto)                |
| souris             | mois                | mysz          | myš        | myš                | myš              | myš             | мышь (myš')                |
| framboise          | molaina             | malina        | malina     | malena             | malina           | malina          | малина (malina)            |
| pré                | plana               | łąka          | łuka       | łuka               | louka            | lúka            | луг (lug)                  |
| poisson            | raibo, roiboi       | ryba          | ryba       | ryba               | ryba             | ryba            | рыба (ryba)                |
| main               | ręka                | ręka          | ruka       | ruka               | ruka             | ruka            | рука (ruka)                |
| neige              | sneg                | śnieg         | sněg       | sněh               | sníh             | sneh            | снег (sneg)                |
| chaud              | teplü               | ciepły        | śopły      | ćopły              | teplý            | teplý           | тёплый (tjoplyj)           |
| soir               | wicer               | wieczór       | wjacor     | wječor             | večer            | večer           | вечер (večer)              |
| feu                | widin, wüdjin       | ogień         | wogeń      | woheń              | oheň             | oheň            | огонь (ogon')              |
| vent               | wjôter              | wiatr         | wětš       | wětřik, wětr       | vítr             | vietor          | ветер (veter)              |
| eau                | wôda                | woda          | woda       | woda               | voda             | voda            | вода (voda)                |
| jardin             | wôgord              | ogród         | zagroda    | zahroda            | zahrada          | záhrada         | сад (sad), огород (ogorod) |
| hiver              | zaima               | zima          | zymje      | zyma               | zima             | zima            | зима (zima)                |